# Trochoideus venezuelensis
Trochoideus venezuelensis là một loài bọ cánh cứng trong họ Endomychidae. Loài này được Joly & Bordon miêu tả khoa học năm 1996.